# La dama del perrito
La dama del perrito (Дама с собачкой en ruso) es un cuento de Antón Chéjov, publicado por primera vez en diciembre de 1899. Narra la relación amorosa y adúltera entre un banquero ruso y una mujer a quien conoce en Yalta. La historia está dividida en cuatro partes; la primera describe el encuentro inicial en Yalta, la segunda relata la consumación del affaire, la tercera habla del regreso del banquero a Moscú y su visita al pueblo de la mujer, finalmente la cuarta describe la visita de la mujer a Moscú.

## Argumento
Dmitri Gúrov es un banquero de Moscú, casado y padre de tres hijos. Infeliz en su matrimonio, comienza a engañar repetidamente a su esposa y, además, considera a las mujeres como una raza inferior.
Vacacionando en Yalta, Gúrov observa pasear a una mujer con su perro junto a la costa e intenta seducirla. Se entera así que ella, Anna Serguéyevna, también se encuentra de vacaciones, alejada de su esposo. Comienza un affaire entre ambos: van juntos a todas partes, en particular, al municipio de Oreanda. Finalmente, cada uno parte a su hogar.
De regreso a su vida diaria, Gúrov espera olvidar pronto a Anna, pero se da cuenta de que no puede hacerlo. Así, aprovechando un viaje de negocios a San Petersburgo, decide visitar el pueblo de Anna y reencontrarse con ella. Una vez allí, pide indicaciones del hogar de la joven al portero del hotel donde se aloja. Intenta ir a buscarla, pero la impresión de que ella ya lo habría olvidado lo hace desistir. Regresa al hotel y toma una larga siesta y deprimido.
Por la tarde, Gúrov recuerda que en el pueblo iban a dar una función en el teatro. Decide ir, con la esperanza de ver a Anna y a su esposo, lo que finalmente ocurre. Aprovechando que el esposo de Anna se había alejado para fumar un cigarro, Gúrov la confronta y ella huye de él, pero luego le confiesa que no ha dejado de pensarlo; le ruega que se marche bajo la promesa de que lo visitaría en Moscú.
Para hacer el viaje, Anna explica a su esposo que se marchará para ver a un médico, excusa que él cree pero a la vez no. Mientras tanto, Gúrov cae en la cuenta de que, por primera vez en su vida, se ha enamorado, y reflexiona en cómo continuar. La historia termina con él y Anna juntos, haciendo planes para su futuro.

## Publicación
El cuento fue escrito en la ciudad de Yalta, donde Chéjov residía por consejo de su médico debido a su avanzada tuberculosis. Fue publicado por primera vez en diciembre de 1899 en la revista Rússkaya Mysl (Pensamiento ruso) con el subtítulo "Relato" (Rasskaz). Desde entonces ha sido incluida en diferentes colecciones y es considerada una de las obras más conocidas de Chéjov.

## Adaptaciones
La película rusa homónima de 1960 dirigida por Josef Heifitz y protagonizada por Alekséi Batálov y Iya Sávvina. Premiada en el festival de Cannes.
Ojos negros, película de 1987 dirigida por Nikita Mijalkov.